# Letovište
Letovište (izvirno srbsko Летовиште) je naselje v Srbiji, ki upravno spada pod Občino Vladičin Han; slednja pa je del Pčinjskega upravnega okraja.

## Demografija
V naselju živi 155 polnoletnih prebivalcev, pri čemer je njihova povprečna starost 49,3 let (47,4 pri moških in 51,0 pri ženskah). Naselje ima 68 gospodinjstev, pri čemer je povprečno število članov na gospodinjstvo 2,60.
To naselje je popolnoma srbsko (glede na rezultate popisa iz leta 2002), a v času zadnjih treh popisov je opazno zmanjšanje števila prebivalcev.
|  |

| Demografija | Demografija     | Demografija     |
| Leto        | Št. prebivalcev | Št. prebivalcev |
| ----------- | --------------- | --------------- |
|             |                 |                 |
|             |                 |                 |
|             |                 |                 |
|             |                 |                 |
| 1948        | 375             |                 |
| 1953        | 396             |                 |
| 1961        | 369             |                 |
| 1971        | 325             |                 |
| 1981        | 293             |                 |
| 1991        | 222             | 222             |
| 2002        | 177             | 177             |
|             |                 |                 |

| Etnična sestava po popisu iz leta 2002 | Etnična sestava po popisu iz leta 2002 | Etnična sestava po popisu iz leta 2002 | Etnična sestava po popisu iz leta 2002 | Etnična sestava po popisu iz leta 2002 |
| -------------------------------------- | -------------------------------------- | -------------------------------------- | -------------------------------------- | -------------------------------------- |
| Srbi                                   | Srbi                                   |                                        | 177                                    | 100,0%                                 |
| Neznano                                | Neznano                                |                                        | 0                                      | 0,0%                                   |